# آنتونی کلارک
آنتونی کلارک (انگلیسی: Anthony Clark؛ زادهٔ ۴ آوریل ۱۹۶۴) یک هنرپیشه اهل ایالات متحده آمریکا است. وی از سال ۱۹۹۱ میلادی تاکنون مشغول فعالیت بوده‌است.
از فیلم‌ها یا برنامه‌های تلویزیونی که وی در آن نقش داشته است می‌توان به چشم عزیزم، چیزی به اسم عشق اشاره کرد.